# Katapontisus brodiei
Katapontisus brodiei is een keversoort uit de familie Cupedidae. De wetenschappelijke naam van de soort is voor het eerst geldig gepubliceerd in 1854 door Westwood.